# Kristin Cast
Kristin Cast (* 4. November 1986 in Tulsa, Oklahoma) ist eine US-amerikanische Schriftstellerin. Zusammen mit ihrer Mutter P. C. Cast ist sie Co-Autorin der Buchserie House of Night.

## Leben
Ihre Mutter P. C. Cast lebt in Tulsa, wo sie an einer Hochschule Englisch unterrichtet und wo Kristin Student an der University of Tulsa ist und Veterinärmedizin studiert. Nach der Veröffentlichung einiger Kurzgeschichten arbeitet sie seit 2005 mit ihrer Mutter zusammen. Im November 2008 berichtete Variety, dass der Produzent Michael Birnbaum und Jeremiah S. Chechik die Filmrechte an der House of Night Serie erlangt haben.

## House of Night
- Gezeichnet, St Martin’s, 2009 (ISBN 3-596-86003-2) (Platz 1 der Spiegel-Bestsellerliste vom 18. Januar bis zum 7. Februar 2010)
  - im Original: Marked
- Betrogen, St. Martin’s, 2010 (ISBN 3-8414-2002-8)
  - im Original: Betrayed
- Erwählt, St. Martin’s, 2010 (ISBN 3-8414-2003-6) (Platz 1 der Spiegel-Bestsellerliste vom 16. bis zum 22. August 2010)
  - im Original: Chosen
- Ungezähmt, St. Martin’s, 2010 (ISBN 3-8414-2004-4) (Platz 1 der Spiegel-Bestsellerliste vom 22. bis zum 28. November 2010)
  - im Original: Untamed
- Gejagt, St. Martin’s, 2011 (ISBN 3-8414-2005-2) (Platz 1 der Spiegel-Bestsellerliste vom 21. Februar bis zum 6. März 2011)
  - im Original: Hunted
- Versucht, St. Martin’s, 2011 (ISBN 3-8414-2006-0) (Platz 1 der Spiegel-Bestsellerliste vom 23. Mai bis zum 5. Juni 2011)
  - im Original: Tempted
- Verbrannt, St. Martin’s, 2011 (ISBN 3-8414-2007-9)
  - im Original: Burned
- Geweckt, St. Martin’s, 2011 (Platz 1 der Spiegel-Bestsellerliste vom 21. bis zum 27. November 2011)
  - im Original: Awakened
- Bestimmt, St. Martin´s 2012
  - im Original: Destined
- Verloren, St. Martin’s 2012 (Platz 1 der Spiegel-Bestsellerliste vom 10. bis zum 16. Dezember 2012)
  - im Original: Hidden
- Entfesselt, St. Martin’s 2012
  - im Original: Revealed